# Céron
Céron é uma comuna francesa na região administrativa de Borgonha-Franco-Condado, no departamento de Saône-et-Loire. Estende-se por uma área de 23,53 km². Em 2010 a comuna tinha 269 habitantes (densidade: 11,4 hab./km²).